# Juro que vi
Juro que Vi é uma série de curtas-metragens de animação brasileira produzida pela MultiRio que conta as histórias de personagens do folclore brasileiro, tais como o saci, a Iara e o curupira. Os episódios são feitos com a participação de alunos da rede municipal de ensino do Rio de Janeiro e recontam as lendas de maneira atual abordando temas como como direito dos animais, proteção ambiental e preconceito.
Os curtas já foram exibidos em vários canais educativos de televisão como TV Multirio, TV Rá-Tim-Bum, TV Cultura, TV Brasil e TV Escola.
A série já ganhou vários prêmios nacionais e participou de festivais internacionais. Ganhou o Grande Prêmio Cinema Brasil 2010, na categoria Melhor Curta-Metragem de Animação, e já participou de festivais como o Festival Internacional de Cinema Infantil e o Japan Prize.

## Episódios

### O curupira
Narrado por Matheus Nachtergaele, feito em 2003, conta a história de um caçador que, com seu assistente, se aventuram na floresta Amazônica, mas acabam sendo vítimas do curupira.  Ganhou alguns prêmios nacionais, entre eles:
- Melhor Curta - Júri Popular no Anima Mundi 2004.
- Melhor Animação no Festival Audiovisual de Pernambuco 2004.
- Prêmio Espaço Unibanco no Festival Internacional de Curtas de São Paulo 2004.

Também participou de vários festivais, como o Mostra Cinema no Rio 2005 e o Festival de Cinema Brasileiro em Milão 2005.

### O boto
Narrado por Regina Casé, esse curta de 2004 conta a história de amor impossível entre uma mulher que se apaixona por um homem baixinho que na verdade é um boto-cor-de-rosa.  Prêmios:
- Melhor Curta - Júri Popular no Anima Mundi 2005
- Melhor Curta de Animação no Festival de Guarnicê 2007

Participou de 6 festivais, entre eles o Festival Internacional de Cinema Infantil 2005 e o Japan Prize 2005.

### Iara
Feito em 2004 e narrado por José Dumont, conta a história de Pedro Rico e da Iara.  Participou de vários festivais, entre eles:
- Divercine - Prêmio UNESCO 2005.
- Mostra de Cinema Infantil de Florianópolis 2005.
- Toronto International Film Festival 2005.

### Matinta Perera
Produzido em 2006, esse episódio narra a história de Matinta Perera, uma bruxa que exige oferendas, e de uma menina e seu gato que acabam descobrindo os segredos dela.  Ganhou os prêmios de Melhor Trilha Sonora no Festival de Animação de Gramado 2007 e The Japan Foundation President's Prize no Japan Prize 2007. Participou de vários festivais:
- Anima Mundi 2007.
- Banff 2007.
- Prix Danuble 2007.

### O saci
Esse episódio foi produzido em 2009 e retrata o saci, e quando esse personagem do folclore brasileiro invade uma fazenda, seu amargurado dono resolve capturá-lo. 